# Nenskra
Nenskra (gruzínsky ნენსკრა) je řeka v západní Gruzii v kraji Samegrelo-Horní Svanetie. Je dlouhá 42 km. Povodí má rozlohu 623 km².

## Průběh toku
Stéká z jižního svahu hlavního kavkazského hřebene. Zdrojem jsou ledovce, spodní voda, sníh a déšť. Ústí do řeky Inguri jako její pravý přítok.

## Využití
V září 2015 bylo na řece Nenskra započato se stavbou hydroelektrárny o výkonu 280 MW a roční výrobou 1219 GWh. Klenutá, 135 m vysoká a v koruně 850 m dlouhá hráz bude vybudována v horním toku. Odtud bude voda svedena 15,6 km dlouhým tunelem o průměru 4,5 m do elektrárny při levém břehu řeky v těsné blízkosti Chudonské přehradní nádrže.